# Nationale Széchényibibliotheek
De Nationale Széchényibibliotheek (Országos Széchényi Könyvtár, OSzK) is de nationale bibliotheek van Hongarije. Zij bevindt zich in de hoofdstad Boedapest.
De bibliotheek werd op 25 november 1802 gesticht door graaf Ferenc Széchényi. Tussen 1808 en 1949 vormde de bibliotheek een onderdeel van het Hongaars Nationaal Museum (Magyar Nemzeti Múzeum). Sinds 1985 is de bibliotheek gevestigd in de burcht van Boeda.
Ten tijde van haar oprichting beschikte de bibliotheek over 13.000 gedrukte boeken, ruim 1200 handschriften en enkele honderden landkaarten. In maart 2003 telde men 7,5 miljoen stukken. Sinds 1999 is de Hongaarse Elektronische Bibliotheek (Magyar Elektronikus Könyvtár) een onderdeel van de Széchényibibliotheek.
Tot de collectie van de bibliotheek behoort de eerste geschreven Hongaarse tekst, een lijkrede uit ca 1195, die deel uitmaakt van de Práy-codex. Dit document was in 1997 voor het laatst te bezichtigen. Ook beschikt de Széchényibibliotheek over een exemplaar van de oudste gedrukte Hongaarse tekst, de Chronica Hungarorum, een Latijnse kroniek, die in 1473 door András Hess werd gedrukt. Hess leefde ten tijde van het bewind van koning Matthias Corvinus. De resten van diens beroemde Bibliotheca Corviniana bevinden zich eveneens in de Széchényibibliotheek.